# 이평초등학교
이평초등학교는 대한민국 전북특별자치도 정읍시에 있는 초등학교다.

## 학교 연혁
- 1926년 7월 15일 이평공립보통학교 개교
- 1981년 3월 1일 병설유치원 개원
- 1962년 3월 6일 청량분교장 설치인가
- 1964년 3월 3일 이평서국민학교 분리
- 1996. 03. 01 이평초등학교로 개칭
- 1997. 03. 01. 도지정 체육과 연구학교 운영
- 1999. 03. 01. 도지정 시범 유치원 운영
- 2000. 09. 20. 도교육청 지정 시범 유치원 운영 보고
- 2001. 03. 01. 이평서초등학교 본교 통폐합
- 2007. 03. 01. 제28대 김남숙 교장 부임
- 2009. 03. 01. 도교육청 저작권교육 연구학교 1차년도 운영(2009.3.1-2010.2.28)
- 2010. 03. 01. 제29대 김우정 교장 부임
- 2010. 03. 01. 도교육청지정 U-러닝 선도학교 운영(2010.3.1-2012.2.29, 5천만원)
- 2010. 03. 01. 도교육청 저작권교육 연구학교 2차년도 운영(2010.3.1.-2011.2.28., 일천만원)
- 2010. 06. 24. 운동장 조회대 설치(2천 3백만원)
- 2010. 07. 01. 도교육청지정 사교육없는학교 1차년도 운영 (2010.7.1.-2011.6.30, 5천 6백만원)
- 2010. 07. 09. 다목적 강당(배들관)건립(16억 2천만원)
- 2012. 02. 12. 제82회 졸업식 (총 9,451명 졸업)
- 2012. 03. 01. 제30대 최순옥 교장 부임
- 2013. 03. 01. 사교육 없는 창의경영학교 운영(2013.3.1.~2014.2.28.)
- 2014. 02. 14. 제83회 졸업식(총 9,460명 졸업)
- 2014. 09. 01. 제31대 강종식 교장 부임